# 인민회당역 (칭다오)

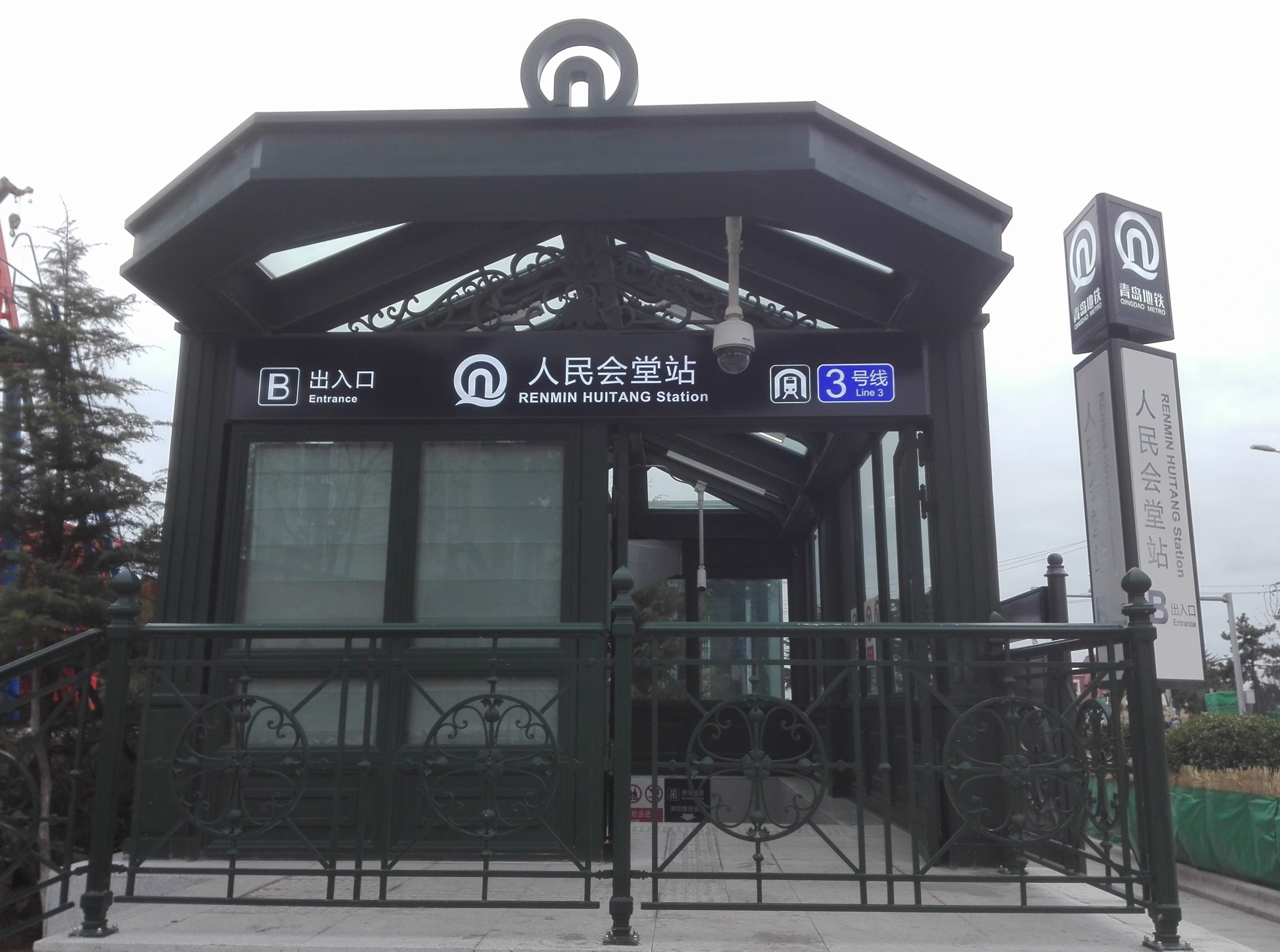
인민회당역 B 출구

중국 칭다오시 시난구에 위치한 인민회당역은 칭다오 지하철 3호선과 4호선의 환승역이다. 

## 연혁
- 2009년 11월 30일, 칭다오 지하철 프로젝트의 첫 번째 단계가 공식적으로 완료되었으며 3호선 역사의 토목 공사가 시작되었다.
- 2016년 12월 18 일, 칭다오 지하철 3호선이 개통하여 인민회당역이 공식적으로 개통되었다.

## 역사 구조
역의 3호선은 지하 2층의 섬식 승강장으로, 총 높이 13m, 매장 깊이 10m, 스테이션 홀 너비 17.4m, 길이 76.9m, 면적 1338.1m², 플랫폼 폭 8.8m, 유효 길이 118.8m이다. 총 면적은 1045.4 m²이다.   

## 공공 작품
테마 "Badaguan"의 세라믹 벽화는 역의 하늘과 땅 벽의 공간을 사용하여 그림을 밝고 선명하게 만들며, 모양은 간단하면서도 섬세한 미를 뽐낸다. 칭다오의 건축물, 해변, 만, 푸른 나무 및 기타 요소를 사용하여 Badaguan 의 자연과 인문환경을 표시하고 청도의 해변 역사와 문화를 강조한다. 

## 환승
인민회당역은 자체 철도 환승의 성격 외에도 시내 버스 및 택시로 근거리 환승을 할 수 있다. 
- 1, 6, 25, 26, 202, 214, 223, 225, 228, 231, 304, 307, 311, 312, 316, 321, 367, 501 등 버스 환승 가능